# Hios (cràter)
Hios és un cràter de l'asteroide del tipus Amor (433) Eros, situat amb el sistema de coordenades planetocèntriques a -9.4 ° de latitud nord i 130.9 ° de longitud est. Fa un diàmetre de 1.3 km. El nom va ser fet oficial per la UAI l'any 2003 i fa referència a Hios, en la mitologia grega, fill de l'amor entre Posidó i Jònia.